# Marcillé-la-Ville
Marcillé-la-Ville é uma comuna francesa na região administrativa da Pays de la Loire, no departamento de Mayenne. Estende-se por uma área de 26,96 km². Em 2010 a comuna tinha 804 habitantes (densidade: 29,8 hab./km²).